# Међународни дан акције за здравље жена
Међународни дан акције за здравље жена је међународни празник који се обележава 28. маја сваке године од 1987. године.